# Gonocephalum tuberipenne
Gonocephalum tuberipenne – gatunek chrząszcza z rodziny czarnuchowatych i podrodziny Tenebrioninae.

## Taksonomia
Gatunek ten opisany został po raz pierwszy w 2011 roku przez Rolanda Grimma na łamach „Stuttgarter Beiträge zur Naturkunde”. Jako lokalizację typową wskazano Tambunan w malezyjskim Sabahu na Borneo. Epitet gatunkowy oznacza po łacinie „guzoskrzydły”.

## Morfologia
Chrząszcz o podługowato-owalnym w zarysie ciele długości od 8,1 do 10,6 mm i szerokości od 3,5 do 4,6 mm. Ubarwienie jest czarne, matowe z błyszczącym ziarenkowaniem.
Głowa jest mikrosiateczkowana i pokryta nieregularnymi listewkami oraz opatrzonymi szczecinkami guzkami. Na łączeniu głęboko na przedniej krawędzi zafalowanego nadustka z szerszymi od oczu policzkami występują głębokie wcięcia. Czułki wieńczą czteroczłonowe buławki.
Przedplecze jest prawie pięciokątne, półtorakrotnie szersze niż dłuższe, najszersze u podstawy, o sklepionym dysku z czterema płytkimi wciskami i szeroko rozpłaszczonych bokach; krawędź przednia jest szeroko wykrojona, kąty przednie są ostre i mocno wystające, krawędzie boczne lekko zaokrąglone pośrodku i zafalowane na przedzie i w tyle, kąty tylne ostre i ukośnie dozewnętrznie skierowane, a krawędź tylna dwufalista z wyprostowanym odcinkiem przytarczkowym. Na powierzchni przedplecza występują bardzo drobne, nieregularne guzki z szerokimi szczecinkami oraz mikrosiateczkowanie między nimi. Pokrywy są nieco w tyle rozszerzone, o wyraźnych guzach barkowych, guzowato u nasady wyniesionych międzyrzędach czwartym i piątym, wyraźnie punktowanych rzędach, krawędziach bocznych niewidocznych od góry oraz z guzkiem na przodzie podgięć. Przednie odnóża samca cechują się wąskimi goleniami z nieco rozszerzoną pośrodku stroną wewnętrzną.

## Rozprzestrzenienie
Owad orientalny, endemiczny dla Malezji i Borneo, znany tylko ze stanu Sabah.